# Пекфортонский замок
Замок Пекфортон (англ. Peckforton Castle) — замок в деревне Пекфортон, Чешир, Великобритания в норманском стиле.

## История
Лорд Джон Толлмач приобрел 36 000 акров земли в Чешире. Он решил построить замок своей мечты на холме Пекфортон. За образец был взят средневековый замок Бистон. Строительство замка начато в 1842 году и закончено в 1851 году. Строительство замка обошлось в 60’000 фунтов стерлингов. Архитектором замка является Энтони Сальвин. Семья Толлмач владела замком вплоть до 1939 года, когда лорд Бентли решил перенести свою резиденцию в Истворн. В годы Второй мировой войны замок использовался для размещения детей, вывезенных из Лондона. С 1969 года замок использовался как место съёмок в костюмированных кинолентах.
В 2006 году семья Нейлор выкупила замок и по настоящее время в замке размещается гостиница высшего класса.